# 星野しづく
星野しづく（ほしのしづく）は日本のタレント。岡山県出身。

## 概要
女流怪談師としてライブ、ネット番組で怪談を披露し、様々な怪談イベントで活躍する。
幼い頃から、不思議な物を見続けており、星野にインタビューを行った住倉カオスは「自分が『見た』という事実には確信を持ちつつも、見た『自分』には疑いを持っている」という印象を受けている。

## スタイル
怪談のスタイルは2018年時点では「模索中」とインタビューで回答している。
星野自身は、男性が語る怪談が好きで、声などで独自の迫力や強さ、凄みのある怪談に出来ることを挙げており、同時に女性の声では難しいとしている。

## 人物
岡山県で産まれる。本名・年齢は非公開。
生家は増築を繰り返した結果、納戸と廊下がいっしょになったような窓が無い部屋があるような不思議な作りになっていた。その窓の無い部屋には、星野のおもちゃ箱があり、仏間でもあった。薄暗い常夜灯が24時間点いており、おもちゃを片付けに部屋に入った星野は仏壇の前に人の頭くらいの大きさの青白い光が浮かんでいるのを見る。その光はゆっくりと形を変え、肘から先の腕の形になり、手を開くと浮かんだまま、星野に向かってきた。怖くなった星野は部屋を逃げ出し、母親のいる台所に駆け込んだ。これが星野が初めて体験した怪異であった。泣くながら母親に起きたことを話したところ、「バカなことを。他の人には言わないように」と叱られることになった。
以後も、怪異と遭遇したり、見ることは多かったが、そういった物が見えることは「恥ずかしいこと」と感じていたため、学校でもそういった話をすることはほとんどなかった。中学校入学した頃から、そういった物を見たりすることも次第に減っていった。
大人になり、星野は営業職に就く。車を使ったルート配送が主業務であったが人手不足だったこと、星野は責任感が強く、キャパシティー以上の仕事を断り切れずに受けてしまい、休みも取れなくなるような激務であった。ある日、営業先の病院へ行くと屋上に立っている黄色い上着を着た女性を病院の敷地外から見かけ、飛び降りの危険性があると病院入口へ急いだところ、既に警察なども来ており、大騒ぎとなっていた。顔見知りだった病院受付の女性に事情を聞くと、15分ほど前に屋上から飛び降りた女性がいたとのこと。だが、星野が目撃してから3分も経っておらず、飛び降りた女性の服装などはまさに星野が目撃した女性であった。怪異を再び目撃したことを感じた星野は、その夜の深夜、車で橋を走っていたところ、青黒くむくんだ顔をして生気のない男性が河を見下ろしているのを目撃する。見ないように脇を通り過ぎようとしたところ、車の窓を激しく叩かれた。翌日、知人に橋のことを聞くと、先週に橋の欄干で首吊り自殺を行った男性がいたと知人は答えた。
その頃の星野は、身体は疲労なのにストレスから不眠症も発症しており、体調も崩しているといういわば「死にかけ」のような状態であった。星野はそういった肉体的、精神的な状態が死者の霊がアクセスしやすい状態だったのではないかと推測すると共に、そのような状態は幻覚を見やすくもあり、幻覚であってほしいと考えている。
「怖い」という理由でホラー映画を観ることはなかったが、『雨女』（2016年、清水崇監督）を映画館で観たのが初めてであったことを4DX限定公開版『雨女』公開記念にニコニコ生放送で配信されたイベントで語っている。なお、このイベントではりゅうあとの「最恐怪談バトル」も開催されており、清水崇の判定で星野が勝利している。
podcastナレーター・女流怪談師を経て、現在は怪談蒐集家・語り手として、インターネットや各メディアにてフリーで活動している。
2008年に怪談師「星野しずく」として活動を開始したが、同姓同名の「星野しずく」がいたため、2011年に「星野しづく」に改名している。
身近に感じる井戸端会議的語り口の怪談話者。声色が優しい為「癒し系怪談師」と呼ばれることがある。
イベント等には、〈長い黒髪・黒縁メガネ・黒い衣装〉で登場することがほとんどである。

## 経歴
- 2006年
  - podcast番組「☆★☆ORANGE BOX☆★☆」「案内人の百物語　不思議の館」等を制作
  - 専門サイト「Podcast Navi」、雑誌「サイゾー」「Digital audio Fan」にピックアップされる。
  - 「☆★☆ORANGE BOX☆★☆」「案内人の百物語不思議の館」が、nifty主催「Podcasting Award2006」の一次審査を通過。
  - 同コンテストにおいて「☆★☆ORANGEBOX☆★☆」が、パーソナリティーキャラクター賞を受賞。
  - 「Podcasting Juice」PJレコメンドに登場。
  - podcast番組「PODニュースブレイク」が、日本初のポッドキャスティング紹介ＣＤ「ポッドトレイン」にピックアップされる。
- 2008年
  - 運営してきた、ほぼ全てのサイトとHNを抹消。
  - 怪談師「星野しずく」として活動開始
- 2011年
  - 「星野しづく」に改名
- 2013年
  - 実話怪談著者発掘大会「超-1」にて稲川賞受賞
- 2020年
  - 11月、凸待ちを中心としたYouTubeチャンネル「不思議の館」を開設。

## 出演

### 主な主演TV・RADIO番組
- しょこリータ　ホラリータナイト（テレビ東京）
- 怪談グランプリ 2009（関西テレビ）
- 怪談のシーハナ聞かせてよ。 #8（エンタメ〜テレ）
- 「学校であった怖い話」25周年記念イベント『第一回鳴神学園生徒総会』（テレビ東京）
- 怪談のシーハナ聞かせてよ。第弐章 #16（エンタメ〜テレ）
- 実話怪談倶楽部 #7（フジテレビONE TWO NEXT）
- 北野誠のおまえら行くな　禁足地SP（エンタメ〜テレ）
- 真夜中の脱衣怪談（パラダイスTV）〈着衣にて出演〉
- 百物語倶楽部　怖い話（道玄坂TV）
- A Day In The Life（bayfm78）
- 5時に夢中 志麻子の怪談新聞夏の陣（TOKYO MX）
- 初耳怪談 FIRST TAKE（テレビ大阪）
- 実話怪談倶楽部#54（フジテレビONE TWO NEXT）
- 魔女呪術師ユリアの館（FMうらやす）
- ルイノアール・ユリアの館（FMうらやす）（FM市川うらら）
- 初耳怪談（テレビ大阪 2024.12.16）

### 主な出演ライブ(リアルライブ)
2010年
- 目黒の怪
- 新宿内藤町の怪

2012年
- 怪談姫　怪談披露　第1怪
- 真不安奇異夜話　お台場変

2013年
- 不安奇異夜話　本舗復活LIVE2013秋

2014年
- スピリチュアル女子大生CHIEのミステリーナイトサマースペシャル
- せん夏怪談 風の章

2015年
- 東京闇語りスペシャル6
- 浅草女子怪談　一首目
- 怪談ぁみ語　公開収録
- 魔女・呪術師の百物語

2016年
- 怪談女子夜行
- 東京闇語りSP9 逢魔が図書館2

2017年
- 裏怪談グランプリ
- 本気の心霊ナイト～ロフトで聞きたくない話～
- ぁみと朝まで怪談しナイトinニコファーレ

2018年
- Wほしの怪談会
- 阿佐ヶ谷怪談倶楽部2
- スフレと怪談とアキハバラ
- 怪談王座争奪編「怪談王」関東予選
- 渋谷怪談夜会始動2018第五夜への道
- 怖い図書館ライブ
- 東京闇語り14

2019年
- SHAKEホラーナイト
- 本当にあった怖い話の夜
- ゾクッ！本気の心霊ナイト～ロフトで聞きたくない話～第六夜
- TOKYO闇語りSP16

2020年
- 怖い図書館
- 野しづくの怪体珍書
- 圓山町怪談倶楽部　～vs怪談新世代～

2022年
- HORROR TELLER FESTIVAL 2022

2023年
- 怖い図書館「遍照院ライブ7」
- HORROR TELLER FESTIVAL 2023
- 凪の夜

2024年
- 心霊アイドルりゅうあの「誕生日記念怪談イベント」
- 不思議の館 四二九(しづく)祭 「卯月のお茶怪」
- 凪の夜
- 心霊アイドルりゅうあの「古民家怪談イベント」
- 怪しき語りの集い
- HORROR TELLER FESTIVAL 2024
- DJ響の怪談に酔いしれる宴 第十九夜
- mod presents 「ghost note」#3
- 占いと西洋魔法の不思議な話 Featuring 鏡リュウジ

2025年
- 不思議の館 四二九(しづく)祭 「卯月のお茶怪＆AWARD発表会」
- 「りゅうあの幽霊さんと友達になるにはどーしたらいいのかを考える会」公開生放送4回目
- 非零落怪談 問怪

### 主なネット出演（主催）
2020年～
- YouTubeチャンネル「星野しづく 不思議の館」

2024年
- ツイキャス　不思議の館「如月のお茶怪」（有料ライブ配信）
- ツイキャス　不思議の館「水無月のお茶怪」（有料ライブ配信）
- ツイキャス　不思議の館「葉月のお茶怪　百物語第一夜」（有料ライブ配信）
- ツイキャス　不思議の館「神無月のお茶怪　百物語第二夜」（有料ライブ配信）

2025年
- ツイキャス　不思議の館「如月のお茶怪　百物語第三夜」（有料ライブ配信）
- ツイキャス　不思議の館「水無月のお茶怪　百物語第四夜」（有料ライブ配信）

### 主なネット出演（ゲスト出演）
2011年
- ネットラジオ『不安奇異夜話』（YouTubeチャンネル）

2014年
- YouTubeチャンネル「怪談ぁみー語」
- ニコファーレ公開生放送「ホラーで納涼ドキッ女だらけの怪談大会inニコファーレ」

2016年
- show room公式ch「渋谷怪談夜会」
- ニコニコ生公式「生怪談24時間テレビ」

2018年
- ニコニコ生公式「【超会議特番】怪談×ホラーゲーム 最怖【学校の怪談】をお届け！」
- showroom「渋谷怪談夜会ch」
- ニコニコ生放送「ありがとうぁみ×怪談百物語ニコニコ生放送」

2020年
- ニコニコ生放送/YouTube　channel恐怖ch「心霊アイドル・りゅうあの怖すぎさんいらっしゃ～い！」第10夜

2022年
- YouTubeチャンネル　逢魔が時チャンネル「Cafe逢魔」1～12月（ライブ配信、アシスタントとして出演）
- ニコニコ生放送「怪談家ぁみの怪トーク4月号」
- YouTubeチャンネル　ナナフシギチャンネル／ナナフシギの裏フシギ
- YouTubeチャンネル　生フシギ（ライブ配信）
- ツイキャス　怖い図書館
- YouTubeチャンネル　THCオカルトラジオ

2023年
- YouTubeチャンネル　逢魔が時チャンネル「Cafe逢魔」1～12月（ライブ配信、アシスタントとして出演）
- YouTubeチャンネル　牛抱せん夏「この世の裏側」
- YouTubeチャンネル　Channel恐怖　ＤＪ響の怪談に酔いしれる夜 第28回
- YouTubeチャンネル　聞いてすぐ城谷節怪談
- YouTubeチャンネル　怪異サミット
- YouTubeチャンネル　島田秀平のお怪談巡り
- YouTubeチャンネル　トクモリザウルス
- YouTubeチャンネル　ガンジー横須賀のピンポイントチャンネル
- ニコニコ生放送「怪談家ぁみの怪トーク4月号、12月号」
- テレ朝動画「恋する怪」
- ツイキャス　怖い図書館「草木も眠る怪談会」

2024年
- YouTubeチャンネル　逢魔が時チャンネル「Cafe逢魔」1月～12月（ライブ配信、アシスタントとして出演)
- YouTubeチャンネル　西浦和也の怖イ話
- YouTubeチャンネル　島田秀平のお怪談巡り「投票数一番人気の最恐怪談を披露」
- YouTube　かすみみたまの現世幻談チャンネル 夏の恐怖噺コンテスト 2024（審査員として出捐）
- YouTube　かすみみたまの現世幻談チャンネル 夏の恐怖噺コンテスト 2024番外編
- YouTubeチャンネル　聞いてすぐ城谷節怪談
- ニコニコ生放送「怪談家ぁみの怪トーク9月号」

2025年
- YouTubeチャンネル　逢魔が時チャンネル「Cafe逢魔」2月＃38～（ライブ配信、アシスタントとして出演)
- ポッドキャスト　島田秀平とオカルトさん！（前・中・後編）
- YouTubeチャンネル　島田秀平のお怪談巡り「お化けの万引犯を見つけたのは最新型◯ン◯ー」
- ニコニコ生放送「怪談家ぁみの怪トーク2月号、4月号」
- YouTube　煙鳥チャンネル「怪談師　星野しづくさんと怖い話、怪談を語る！」
- YouTube　金髪怪談師マベ之丞チャンネル
- YouTubeチャンネル　島田秀平のお怪談巡り 「教会の地下室で起きたヤバイ話」
- YouTubeチャンネル　島田秀平のお怪談巡り SP【修学旅行で怖い話 女子部屋】パジャマ怪談

## DVD
2012年
- 「怪談姫」神社怪談怪

2017年
- 「心霊vs人間」中部縦断コールドウォー編
- 「心霊vs人間」（北海道縦断戦線布告編/　北海道横断幽会黙示録編）

2018年
- 「心霊vs人間」古今東西（関ヶ原の戦い編/怨霊の乱編）
- 「心霊vs人間　外伝」心霊現象を追い求める男編（前編/後編）
- 「心霊vs人間」デス霊ス2018（前編/後編）
- 「真夜中の怪談」放送出来ない最恐実話

2019年
- 「心霊vs人間」東北一周　出会い頭に霊を撮らえろ編（前編/後編）
- 「真夜中の怪談」怪談名人厳選集３３話
- 「心霊vs人間」九州一周編（前編/後編）

2020年
- 「心霊vs人間」裏日本（前/後編）日本海開戦編
- 「怪談のシーハナ聞かせてよ。２」
- 「怪奇蒐集者(コレクター)　星野しづく」

2022年
- 「圓山町 怪談倶楽部　VS怪談新世代」

2023年
- 「怪奇蒐集者(コレクター)　ARCHIVE　奇談安置所C号室」
- 「怪奇蒐集者(コレクター)　夜窓館　星野しづく」
- 「怪談のシーハナ聞かせてよ。第弐章3」

## 書籍
- 「怖すぎる実話怪談　呪詛の章」特別寄稿
- 「怖すぎる実話怪談　怨嗟の章」特別寄稿
- 「怪談グランプリ2017　未公開！タブー怪談」寄稿
- 「怪談グランプリ2018 地獄変」寄稿